# Eugeni Anglada i Arboix
Eugeni Anglada i Arboix (Sant Hipòlit de Voltregà, Osona, 1936 - 22 de desembre de 2019) va ser un director cinematogràfic català.

## Trajectòria
Per tal de formar-se com a actor, estudià al Conservatori de Música del Liceu, i a l'Institut del Teatre de Barcelona, i començà en el món del cinema alternant el treball d'actor de doblatge als estudis de la Metro-Goldwyn-Mayer a Barcelona el 1960, amb la pintura i la interpretació. Retornat a la seva ciutat natal, treballà a la banca, i s'inicià definitivament com a director en el cinema amb films amateurs, amb els quals fou premiat a nivell nacional i internacional. Així, el 1967, dirigí alguns curtmetratges de 8 mm (Casi nada, J’aime, Immanències, Infidelitat), als quals seguiren alguns altres, amb els quals participà en festivals i concursos de cinema amateur i independent. Posteriorment, passà als 16 mm i rodà diversos curts, i alguns curtmetratges documentals. Amb seqüències de quatre de films anteriors (Grotesque Show, La rage, El Pitus i Cavall fort) i material nou rodat el 1977, el 1978 estrenà el seu primer llargmetratge, La ràbia, amb guió coescrit amb Miquel Porter i Moix. Seleccionada per a la Setmana de la Crítica del 32è Festival Internacional de Cinema de Canes del 1979, aquest film representà un trencament per la impactant visió de la societat i l'educació franquistes que reflecteix a través de les vivències del protagonista, un nen (després adolescent) de la Catalunya rural. Després de dos curts documentals més entre 1978 i 1980, el 1982 començà a rodar Interior roig, una adaptació de la novel·la Les tenebres, de Leonid Andréiev, amb la participació d'actors de la categoria de Fernando Fernán Gómez, Alfred Lucchetti, Charo López, Enric Majó, Joan Miralles, Rosa Novell, Ferran Rañé, Enric Serra, Rosa Serra o Lluís Torner entre d'altres. Aquesta pel·lícula, per decisió dels productors, l'acabaren l'ajudant de direcció Francesc Siurana i el director de fotografia Jaume Peracaula. A partir del 1982 realitzà diversos migmetratges documentals, i també episodis de sèries per a Televisió de Catalunya. Des del 1986 treballà en el cinema institucional, industrial i publicitari (CIO Audiovisuals), com a productor i realitzador.

## Filmografia[1][2]
- 1969 Segundos fuera (curtmetratge 8 mm)
- 1970 Guaraní (curtmetratge 8 mm)
- 1970 Amor 70 (curtmetratge 8 mm)
- 1972 Donde se oye el silencio (curtmetratge 16 mm)
- 1972-1973 Grotesque show (curtmetratge 16 mm)
- 1974 "El gran vacío". Un gran buit interior (curtmetratge)
- 1975 La rage (curtmetratge 16 mm, medalla d'or del Festival UNICA de Polònia)
- 1975-76 El Pitus (curtmetratge 16 mm)
- 1976 Un lugar bajo el sol (curtmetratge 16 mm)
- 1976 Cavall fort (curtmetratge 16 mm)
- 1976 Gitano de Bronce, amb Miquel Esparbé (curtmetratge documental)
- 1977 Acuarela (curtmetratge 16 mm)
- 1977 Samba do povo (curtmetratge documental)
- 1978 La Guàrdia Urbana (curtmetratge documental)
- 1978 La ràbia[5]
- 1979 Pobles de Catalunya (episodi de sèrie de TV3)
- 1979-80 Del mall a la màquina, la primera revolució industrial (curtmetratge documental, episodi de la sèrie «Imatges i fets dels catalans», resultat de la col·laboració entre la Fundació Serveis de Cultura Popular, l'Institut del Cinema Català i l'Institut de Ciències de l'Educació de la Universitat Autònoma de Barcelona)[6]
- 1982 85 anys de cinema a Catalunya (migmetratge documental)
- 1984 Ninots de carn (migmetratge documental)
- 1986 Kabarrabas (episodi de sèrie de TV3)
- 1986 Pobles de Catalunya (episodi de sèrie de TV3)